# زوراندول (مقاطعة دورة)
زوراندول (بالفارسية: زوراندول) هي قرية تقع في قسم ويسيان الريفي (مقاطعة دورة) في إيران. يقدر عدد سكانها بـ 165 نسمة بحسب إحصاء 2016.